# 趙從學
趙從學（16世紀—16世紀），北直隸順德府沙河縣人，明朝政治人物。

## 生平
趙從學是嘉靖十三年（1534年）甲午科順天鄉試第三十五名舉人，授靈丘知縣，以才幹調四川東鄉知縣，為民除害，得縣民建祠祭祀，陞鳳翔府通判，攝平涼府事，有宗室毆打母親致死，久久不能決獄，他到任後立刻將該宗室處死，後因患病辭官，在家去世。

## 引用
1. 1 2 3  民國《沙河縣志·卷八·文獻志上》：趙從學，善屬文，尤工詩，舉嘉靖十三年鄉試，令靈邱，以才調東鄉，為民除害，民祠祀之，擢鳳翔通判，攝平涼府事，宗藩有毆母死者，獄久不決，從學至置之法，後因遘疾歸，卒於家。